# Palazzo di Andafiavaratra
Il Palazzo di Andafiavaratra fu la residenza dei primi ministri del Madagascar, attualmente è un museo.

## Storia
Costruito inizialmente in legno dalla regina Ranavalona I per il primo ministro Feldmaresciallo Rainiharo, l'attuale struttura in pietra fu edificata nel 1872 per il nuovo primo ministro Rainilaiarivony che mantenne le redini del potere durante il regno delle ultime tre regine Rasoherina, Ranavalona II e Ranavalona III che sposò tutte.
Dopo la colonizzazione francese del 1895 il palazzo divenne una caserma militare, poi la sede del tribunale. Dopo l'indipendenza divenne una scuola d'arte applicata e infine la sede degli uffici della presidenza della repubblica. Andato distrutto nel 1975 a causa di un incendio fu completamente restaurato.

### Museo
Nel 1995, a seguito dell'incendio del Palazzo della Regina, furono trasferiti al suo interno i pochi oggetti che riuscirono a salvarsi.
Tra questi molti oggetti di uso comune ma anche simboli del potere regale come il trono e la corona.

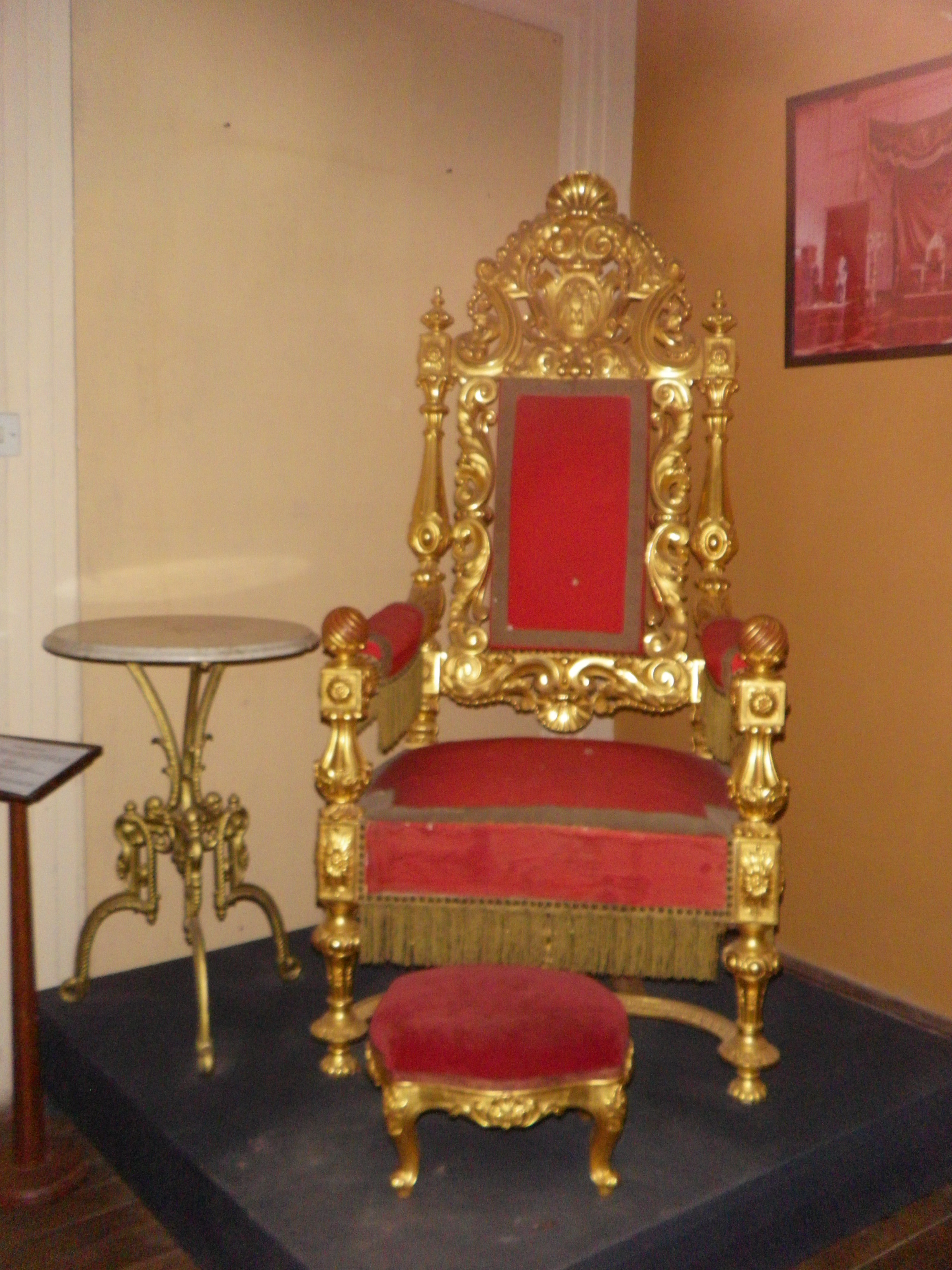
Il trono del Madagascar
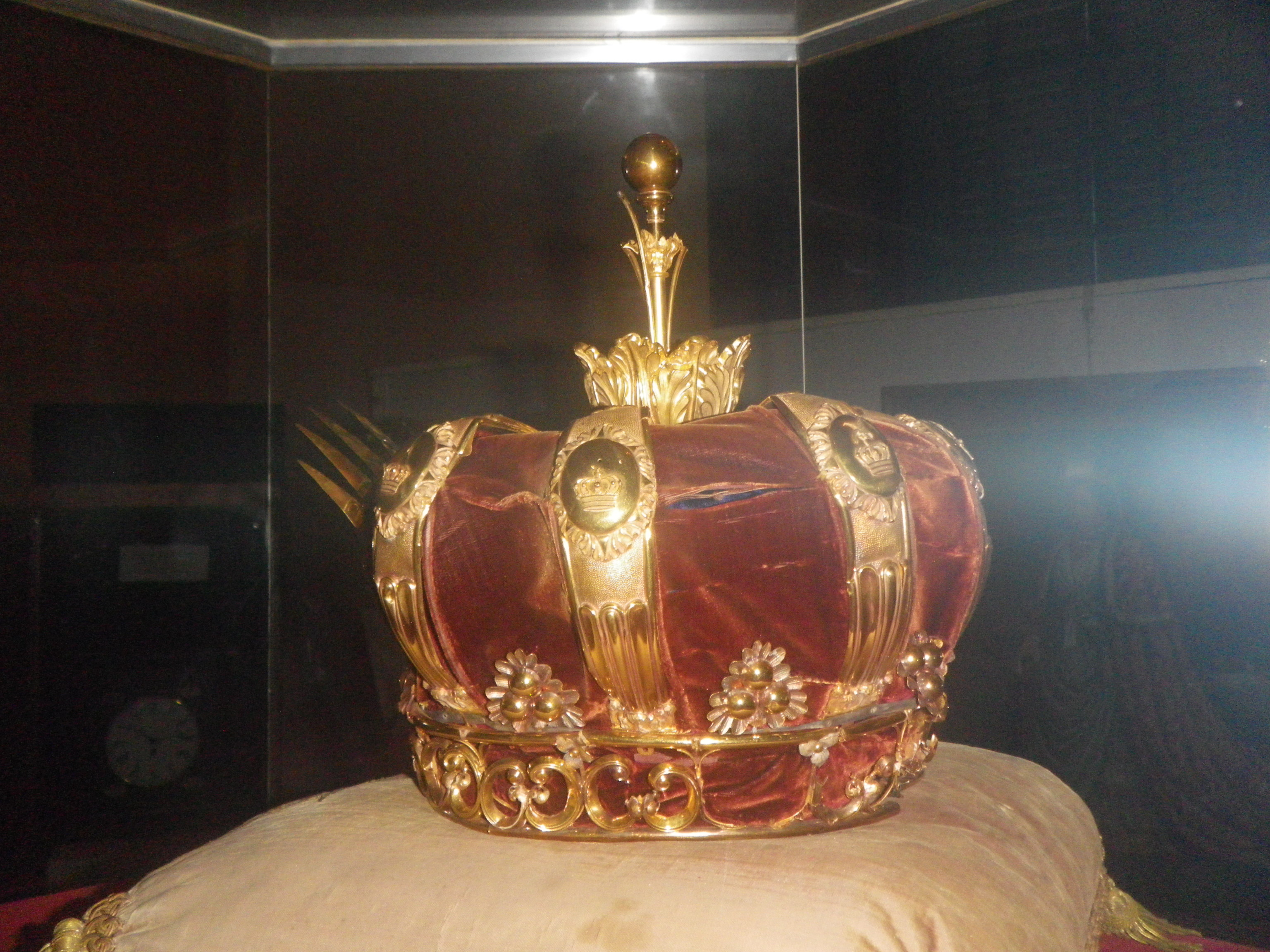
Corona originale del Madagascar, questa corona nell'autunno 2012 fu rubata ed a oggi sostituita da una copia
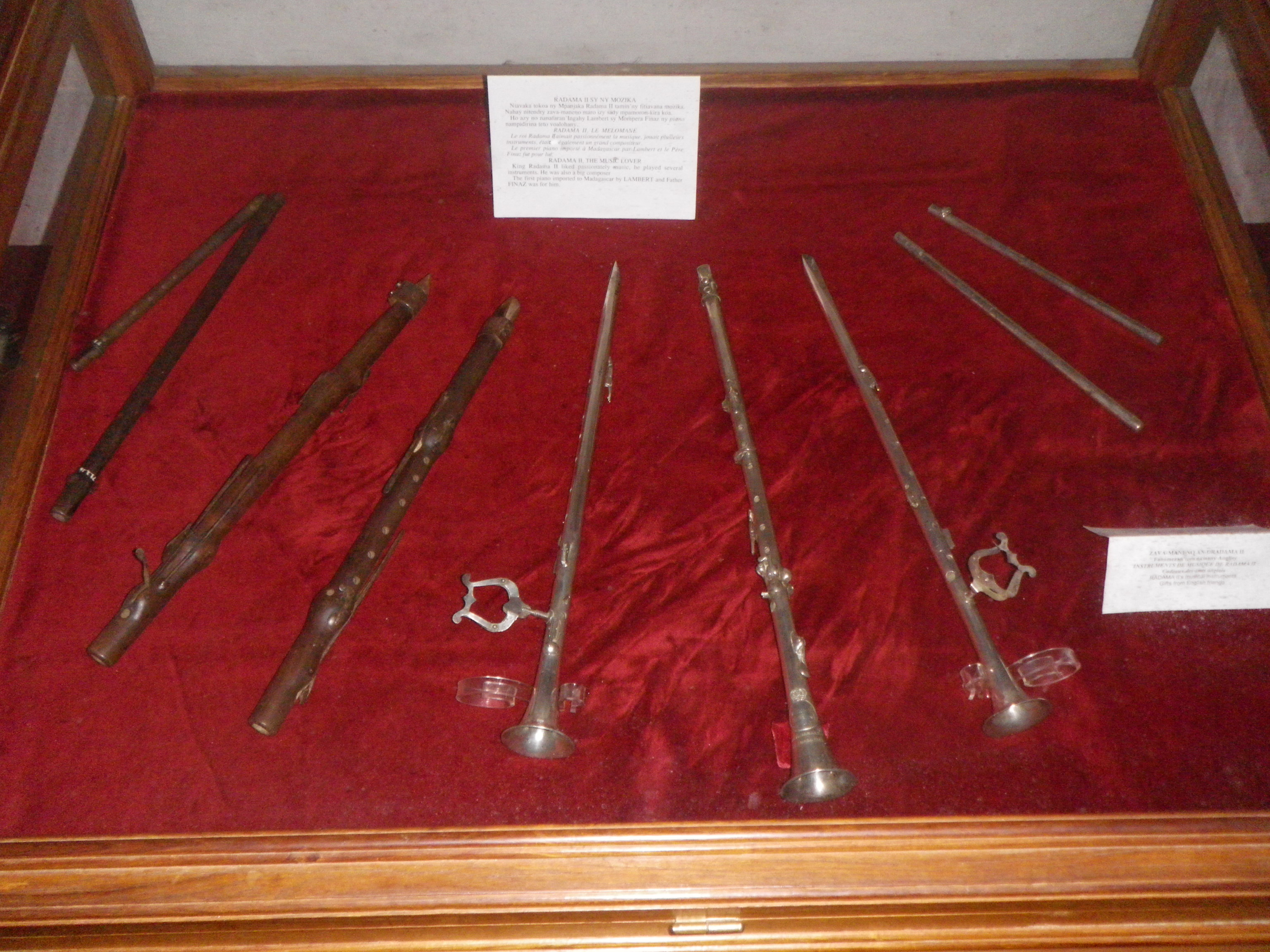
Strumenti musicali di Radama II. Il re era molto appassionato di musica e il primo pianoforte giunto in Madagascar fu un dono per lui